# Witold Radecki-Mikulicz
Witold Marian Radecki-Mikulicz (ur. 4 czerwca 1891 w majątku Lipki, zm. 1 lutego 1979 w Londynie) – pułkownik dyplomowany kawalerii Wojska Polskiego, kawaler Orderu Virtuti Militari, w 1964 mianowany generałem brygady przez Władysława Andersa.

## Życiorys
Urodził się 4 czerwca 1891 w majątku Lipki na Wołyniu, w rodzinie Marcelego, ziemianina, i Heleny z Krasickich . Oficer armii rosyjskiej, a od lutego 1918 dowódca oddziału konnego i adiutant gen. Dowbor-Muśnickiego w I Korpusie Wschodnim. W 1919 pełnił funkcję adiutanta dowództwa Wojsk Wielkopolskich w Poznaniu, a następnie był w komisji ustalania granicy polsko-niemieckiej.
W wojnie z bolszewikami dowodził 1 szwadronem w 115 pułku ułanów w stopniu rotmistrza, a w sierpniu został dowódcą tego pułku. Zweryfikowany w stopniu majora ze starszeństwem z dniem 1 czerwca 1919. Dowódca 15 pułku ułanów w latach 1921–1922 i w barwach pułku był w latach 1922–1928 słuchaczem, a następnie wykładowcą w Wyższej Szkole Wojennej. W styczniu 1927 roku został zatwierdzony na stanowisku wykładowcy taktyki kawalerii. 12 kwietnia 1927 został mianowany podpułkownikiem ze starszeństwem z 1 stycznia 1927 i 11. lokatą w korpusie oficerów kawalerii. W styczniu 1928 został przeniesiony do 6 pułku ułanów w Stanisławowie na stanowisko dowódcy pułku. W grudniu 1930 został przeniesiony do Wyższej Szkoły Wojennej na stanowisko wykładowcy. W październiku 1935 został przeniesiony do 2 pułku szwoleżerów w Starogardzie na stanowisko dowódcy pułku. W 1937 powrócił na poprzednie stanowisko w Wyższej Szkole Wojennej. Na stopień pułkownika został mianowany ze starszeństwem z 19 marca 1937 i 1. lokatą w korpusie oficerów kawalerii.
Przydzielony został w 1939 do Polskiej Misji Wojskowej we Francji, a później został szefem Gabinetu Naczelnego Wodza we Francji i Anglii. Attaché wojskowy od lutego 1941 do listopada 1942 przy rządach: belgijskim i holenderskim w Londynie, oficer łącznikowy w latach 1942–1946 przy Dowództwie Wojsk Wolnych Francuzów i ponownie attaché wojskowy w Paryżu. Po wojnie pozostał w Anglii i zamieszkał w Londynie.
Naczelny Wódz gen. broni Władysław Anders mianował go generałem brygady ze starszeństwem z dniem 1 stycznia 1964 w korpusie generałów. Zmarł 1 lutego 1979. Pochowany na cmentarzu North Sheen.
Witold Radecki-Mikulicz był żonaty z Elżbietą Watta-Skrzydlewską, z którą miał córkę Krystynę (1922–1948) i syna Aleksandra (1929–1979) .

## Ordery i odznaczenia
- Krzyż Srebrny Orderu Wojskowego Virtuti Militari nr 4281 (1921)[12][1]
- Krzyż Walecznych (czterokrotnie)[10][1]
- Złoty Krzyż Zasługi (17 marca 1930)[13][1]
- Medal Pamiątkowy za Wojnę 1918–1921
- Medal Dziesięciolecia Odzyskanej Niepodległości
- Państwowa Odznaka Sportowa[14]
- Krzyż Oficerski Orderu Leopolda II (Belgia)[15]
- Order Świętej Anny III kl. (Rosja)[3]
- Order Świętego Stanisława II kl. (Rosja)[3]
- Order Świętego Stanisława III kl. (Rosja)[3]
- Krzyż Kawalerski Legii Honorowej (Francja, 28 listopada 1925)[16]
- Medal Zwycięstwa („Médaille Interalliée”) (1925)[17]